# サラズム
サラズム (ラテン文字: Sarazm, タジク語: Саразм) はタジキスタン北西部の古代都市である。サラズムはソグド州のパンジャケント地区に位置する。
サラズムの原始都市はソグド州とウズベキスタンとの国境付近、ザラフシャン渓谷内に位置する街ドゥルマンの付近に位置する。

## 概要
サラズムの位置はザラフシャン渓谷の初期のステップの存在を示している。約5000年前、サラズムは中央アジアにおける金属製品生産の中心地となり、周辺地域に輸出を行っていた。インド・イラン語派の民族が侵入した紀元前2000年頃に都市としての役割を終えたと考えられている。
その後、サラズムは付近にあるトルコ石の産出地から集積を行う鉱山地域として復活したと考えられている。紀元前1500年以前に建設されたサラズムは周辺地域の農業、銅生産の中心地として重要な役割を果たしていた。
サラズムは1976年、地元の農家アシュラリ・タイロノフが考古遺跡の付近から突き出ている銅の短剣を見つけたことで発見された。アブドゥロ・イサコフ (Abdullo Isakov) により発掘調査が行われ、フランスの考古学者による調査隊が1977年に調査を行った。

## 世界遺産
2010年7月、サラズムの原始都市は「紀元前4000年～3000年の中央アジアにおける、集落発展の証拠となる考古遺跡」として世界遺産のリスト入りを果たした。これはタジキスタン初の世界遺産となった。

### 登録基準
この世界遺産は世界遺産登録基準のうち、以下の条件を満たし、登録された（以下の基準は世界遺産センター公表の登録基準からの翻訳、引用である）。
- (2) ある期間を通じてまたはある文化圏において、建築、技術、記念碑的芸術、都市計画、景観デザインの発展に関し、人類の価値の重要な交流を示すもの。
- (3) 現存するまたは消滅した文化的伝統または文明の、唯一のまたは少なくとも稀な証拠。

### 登録名
世界遺産としての正式名はProto-urban Site of Sarazm（英語）、Sarazm（フランス語）である。その日本語訳は文献によって揺れがある。
- サラズム - 原始都市遺跡（世界遺産アカデミー）[7]
- サラズムの遺跡（日本ユネスコ協会連盟）[8]
- サラズムの原始の都市遺跡（古田陽久・古田真美）[9]